# 安吉洛·鲁菲尼
安吉洛·鲁菲尼（意大利语：Angelo Ruffini；1864年—1929年），是一位意大利的组织学家、胚胎学家，以发现力学感受器“鲁菲尼式小体”而知名。
鲁菲尼在意大利的博洛尼亚大学学习医学，并于1894年起在此教授组织学。 1901年，他成为意大利锡耶纳大学的教授。 除了发现鲁菲尼式小体外，鲁菲尼还是研究两栖动物原肠胚形成的先驱之一。 他对“瓶状细胞（bottle cell）”的形成进行了详细而全面的描述（1925年发表）。
1896年至1903年间，鲁菲尼与英国科学家查尔斯·斯科特·谢灵顿（1932年诺贝尔生理学或医学奖）保持了长期的研究通信。